# Odontestra unguiculata
Odontestra unguiculata är en fjärilsart som beskrevs av Emilio Berio 1964. Odontestra unguiculata ingår i släktet Odontestra och familjen nattflyn. Inga underarter finns listade i Catalogue of Life.